# Мати (остров)

Остров Мати (на английски: Matty Island) е 55-ият по големина остров в Канадския арктичен архипелаг. Площта му е 477 км2, която му отрежда 68-о място сред островите на Канада. Административно принадлежи към канадската територия Нунавут. Необитаем.
Островът се намира в протока Джеймс Рос, отделящ п-ов Бутия на североизток от остров Кинг Уилям на югозапад. Островът отдтои на 10,3 км на югозапад от п-ов Бутия, от който го отделя проток, осеян с множество малки острови. На 10,7 км на югозапад е остров Кинг Уилям, а 3,6-километровия проток Уелингтън отделя остров Мати от остров Тенет на запад.
Островът има характерна форма, който прилича на подкова, върховете на която стърчат на юг и образуват два характерни полуострова. Между двата полуострова се намира дълбоко врязан залив, който разделя острова на две части – западна с ширина 8 км и източна с ширина 11 км. Бреговата му линия с дължина 285 км е силно разчленена. Цялата дължина на острова от север на юг възлиза на 34 км, а общата му ширина (двата полуострова и залива между тях) – 23 км.
Релефът на острова е предимно равнинен, изпъстрен със стотици малки езера. Максимална височина – 58 м в югоизточната част.
Островът е открит от английския полярен изследовател Джеймс Кларк Рос през лятото на 1830 г., участник в експедицията на чичо си Джон Рос. В началото на май 1859 г., Френсис Макклинток, в търсене на изчезналата експедиция на Джон Франклин извършва първото изследване и картиране на острова. През 1903-1905 г. норвежкият полярен изследовател Руал Амундсен, при принудителните си зимувания на югоизточното крайбрежие на остров Кинг Уилям, по време на първото плаване през Северозападния проход извършва детайлно изследване и картиране на целия остров.
|  | Тази страница частично или изцяло представлява превод на страницата „Матти (остров)“ в Уикипедия на руски. Оригиналният текст, както и този превод, са защитени от Лиценза „Криейтив Комънс – Признание – Споделяне на споделеното“, а за съдържание, създадено преди юни 2009 година – от Лиценза за свободна документация на ГНУ. Прегледайте историята на редакциите на оригиналната страница, както и на преводната страница, за да видите списъка на съавторите. ВАЖНО: Този шаблон се отнася единствено до авторските права върху съдържанието на статията. Добавянето му не отменя изискването да се посочват конкретни източници на твърденията, които да бъдат благонадеждни. |